# Fabio Basile
Fabio Basile (Rivoli, 7 d'octubre de 1994) és un judoka italià.
El 2016 va participar en els Jocs Olímpics de Rio de Janeiro, on va guanyar la medalla d'or a la categoria de -66 kg el 7 d'agost, la 200a medalla d'or històrica d'Itàlia en uns Jocs Olímpics.